# Esteban Barrachina Benages
Esteban Barrachina Benages (Rubielos de Mora, 1853–Sitges, 29 de enero de 1939) fue un maestro y periodista carlista español.

## Biografía
De joven participó en el bando de Don Carlos en la tercera guerra carlista, finalizada la cual regresó a su pueblo. Tras cursar magisterio, ejerció de profesor en la Villafranca del Campo (Teruel), donde se casó con María Esquiu Colás. Más tarde trabajó en Batea (Tarragona).
En 1906 se trasladó a la localidad costera de Sitges y trabajó como docente en una escuela pública, ganando un gran prestigio en el pueblo.
Tras jubilarse, desempeñó varios cargos públicos, entre ellos, los de juez municipal y concejal. El nuevo pretendiente carlista, Don Jaime, le otorgaría la Medalla de la Lealtad.
En 1926 fundó la Agrupación Tradicionalista de Sitges y el periódico mensual jaimista La Fita (1926-1931), órgano de dicha agrupación, que dirigió él mismo en su primera etapa junto con Manuel Montaner Soler, y en el que Barrachina escribió artículos políticos, moralizantes y estudios históricos. También publicó trabajos sobre la geografía de Sitges con la colaboración de sus alumnos. En septiembre de 1930 dimitió como presidente de la Acción Tradicionalista de Sitges y como director de La Fita, sucediéndole en este cargo Joaquín Bosch Viñals.

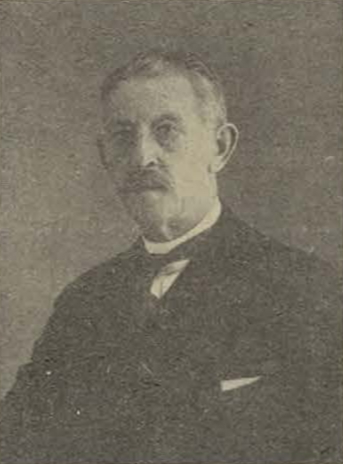
Esteban Barrachina retratado en el semanario carlista madrileño El Cruzado Español (1930).

Según su nieto, el dibujante Antonio Mingote, su abuelo era respetado por todo el mundo porque había sido maestro de varias generaciones de sitjetanos: «seguía con su cuello de pajarita, y su sombrero, y su bastón, y era respetado».
Tras ser conquistada la ciudad por el bando franquista en 1939, unos requetés llevaron a Barrachina una boina roja con las estrellas de teniente, ya que el general Franco había nombrado tenientes honorarios del Ejército a todos los veteranos carlistas. De acuerdo con Mingote, «se la puso y fue a una misa de campaña, la primera que se celebraba después, hacía frío, llovía, se enfrió y se murió». Para Buenaventura Sella —otro de sus nietos—, Esteban Barrachina falleció «de emoción y de alegría» a los 87 años de edad «al ver correr boinas rojas por la orilla del mar latino».
En 1960 se fundó en su honor en Sitges la Escuela Esteban Barrachina (actualmente CEIP Esteve Barrachina). Desde 2006 se celebran también en la localidad los Premis Barrachina.
Con su mujer María Esquiu Colás tuvo varios hijos: Ángela, Manuel, Esteban, Samuel, Carmen, Matilde y Santiago Barrachina Esquiu (los primeros nacidos en Villafranca del Campo y los siguientes en Batea). La hija mayor, Ángela Barrachina Esquiu (1882-1906), se casó en Batea con Joaquín Vaquer Pons y tuvieron un hijo, Ángel Vaquer Barrachina, el cual fue martirizado en 1936 por los Comités de Milicias de Cataluña por ser tradicionalista.
En 1993 Buenaventura Sella Barrachina publicó (traducido al catalán) el libro Geografia local de Sitges, reuniendo los escritos didácticos de su abuelo Esteban Barrachina.